# القلاخ العنبري
القُلَاخُ العَنْبَرِيُّ، وهو القُلَاخُ بْنُ جَنَابِ بْنِ جَلَا، كان شاعرًا بصريًّا مخضرمًا، عاش في الإسلام طويلًا.

## أصل تسميته
قال المَرْزَبَانِيُّ: «القُلَاخُ مأخوذ من القَلْخِ، وهو رُغَاء من البعير فيه غلظ وجشة، وأحسبه لقبا». وقال ابن منظور: «القُلاخ بْنُ جَنَاب بْنِ جَلَا، الرَّاجِزُ، شُبِّهَ بِالفَحْلِ فَلُقِّبَ بِالْقُلَاخِ. وَهُوَ الْقَائِلُ:
أَراد: إِنِّي مَشْهُورٌ مَعْرُوفٌ. وكُلُّ مَنْ قَادَ الجَمَلَ، فإِنَّهُ يَرَى مِنْ كُلِّ مَكَانٍ. قَالَ ابْنُ بَرِّيٍّ: الَّذِي ذَكَرَهُ الْجَوْهَرِيُّ لَيْسَ هُوَ الْقُلَاخَ بْنَ حَزْنٍ كَمَا ذَكَرَ، وإِنَّمَا هُوَ القُلَاخُ العَنْبَرِيُّ».

## حياته
له مع معاوية بن أبي سفيان خَبَرٌ، يَذْكُرُ فيه أَنَّهُ وُلِدَ قبل مولد رسول الله، صلى الله عليه وسلم، وأنه رأى أمية بن عبد شمس بعدما ذَهَبَ بَصَرُهُ، يَقُودُهُ عَبْدٌ له من أهل صَفُّورِية، يُقَالُ لَهُ: ذَكْوَان. فقال له معاوية: «مه ذاك ابنه ذكوان»، فقال: «هذا شيء قلتموه أنتم». فقال القلاخ:
وعاش القلاخ إلى أن تَزَوَّجَ يحيى بن أبي حفصة بِنْتَ مقاتل بن طلبة بن قيس بن عاصم، فهجا آل قيس بن عاصم بسبب ذلك:
كان له غُلَامٌ، اسمه مِقْسَم، وكَانَ قَدْ هَرَبَ، فَخَرَجَ قُلَاخٌ فِي طَلَبِهِ، فَنَزَلَ بِقَوْمٍ، فَقَالُوا: مَنْ أَنْتَ؟ قَالَ:
ورُوِيَ صدر البيت هكذا:
قال الآمدي في كتابه المؤتلف والمختلف "ومنهم القلاخ العنبري، ذكره دعبل في شعراء البصرة".